# Östersundstravet
Östersundstravet är en travbana i stadsdelen Odenskog i Östersund. Banan invigdes den 8 mars 1936.
Banans längd mäter 1000 meter, varav upploppet hela 218 meter, vilket är det näst längsta upploppet av alla Sveriges travbanor. Endast Axevalla har längre upplopp.

## Största evenemang
Östersundstravets största lopp är Jämtlands Stora Pris, Svenskt Kallblodsderby och Derbystoet för kallblod. Under 2018 var banan värd för UET Trotting Masters (travsportens europaranking), där bland annat Readly Express och Propulsion deltog.